# 塭底
塭底，是台灣宜蘭縣礁溪鄉的一個傳統地域名稱。位於該鄉東部。相較於今日行政區，其範圍大致包括時潮村北半部、二龍村東半葉的北部凸出部分。

## 歷史
台灣清治末期，塭底地區為一街庄，稱為「塭底庄」，隸屬於四圍堡。該庄東與三抱竹庄、大福庄為鄰，南與車路頭庄為鄰，西邊偏南一小段與茅埔庄為鄰，西邊及北邊隔二龍河分別與五股庄、大塭庄為界。
1901年（日治明治三十四年）11月，廢縣廳改設二十廳，該庄隸屬於宜蘭廳，編入第三區。1905年（明治三十八年）7月，該區改名「礁溪區」。1909年（明治四十二年）10月，合併二十廳為十二廳，該庄仍隸屬於宜蘭廳。1920年（大正九年），廢十二廳改設五州二廳，該庄改制為「塭底」大字，隸屬於臺北州宜蘭郡礁溪庄。
戰後礁溪庄改制為礁溪鄉，隸屬於臺北縣，大字亦改制為村。1950年10月，北、基、宜分治，礁溪鄉改隸屬於宜蘭縣。

## 聚落
本地區發展較早的聚落為塭底，在日治期初期的官方地圖上已有記載。

## 交通
縣道192號是龍潭至大福的道路，大致以西南—東北走向經過塭底地區最南邊界點。由該道路向西南可前往土圍、五間、一結、龍潭並止於鄉道宜5線路口，向東北可前往上福並止於省道台2線路口。
鄉道宜4線（大塭路）是礁溪至竹安路的道路，大致以西偏南—東偏北走向經過本地區東北部邊界點外緣。由該道路向西偏南可前往五股、抵百葉、奇立丹、礁溪市區並止於中山路一段（省道台9線舊線），向東偏北可前往三抱竹南部並止於省道台2線路口。
鄉道宜7線是竹安至新南的道路，大致以北北東—南南西走向蜿蜒經過本地區東北部及東南部邊界地帶。由該道路向北北東即止於大塭東南端的鄉道宜4線路口，向南南西可前往新發、古亭笨東部、十三股、壯六東部、公館西部、新興、南興並止於鄉道宜16線路口。